# New York Islanders
De New York Islanders is een ijshockeyteam uit de National Hockey League. De franchise is actief sinds 1972 en speelt sinds 2015 deels in het Barclays Center in, Brooklyn, New York en de andere helft van de thuismatches nog steeds in het Nassau Veterans Memorial Coliseum in Uniondale. Zij spelen in de Atlantic division van de Eastern Conference.

## Geschiedenis
De Islanders ontwikkelden zich als een van de sterkste uitbreidingsteams van de NHL ooit: vanaf de start in 1972 groeide ze snel uit tot een topteam begin jaren tachtig, met verschillende Stanley Cupoverwinningen. Daarna ging het echter snel bergafwaarts.

### Eerste jaren
De Islanders begonnen in 1972 aan de NHL, na een paar jaar in Long Island te hebben gezeten. Gelijk werd veteraan Ed Westfall bij de Boston Bruins weggehaald om voor de successen te zorgen, evenals Billy Harris. Verder werden aankomende sterren als goalie Billy Smith en forwards Bob Nystrom en Lorne Hedding in de ploeg opgenomen. Desondanks eindigde de ploeg in het eerste seizoen (1972-73) als laatste.
Het seizoen daarna mochten de Islanders de eerste een rookie kiezen, de keuze viel op Denis Potvin. De twee jaren daarna eindigde de ploeg nog steeds laatste in de Eastern Conference.
Maar in 1975 kwam het keerpunt. De Islanders, onder leiding van Potvin, Harris, Nystrom, Gillies, Smith en Resch, haalden 88 punten en dat waren er 32 meer dan vorig seizoen. Zij haalden de play-offs, waarin zij aartsrivaal en stadgenoot New York Rangers versloegen. Zij bleven verrassen en versloegen ook de Pittsburgh Penguins met 4-0. In de derde ronde hadden zij bijna een 3-0-achterstand omgebogen in een 4-3-overwinning, maar het sprookje ging niet door: de Philadelphia Flyers wonnen de Stanley Cup.
Het seizoen daarna zette de ploeg de succesvolle reeks door en haalde de 5e plaats met 101 punten. Center Bryan Trottier scoorde 95 punten en won daarmee de Calder Trophy. De drie daaropvolgende seizoenen zouden de Islanders boven de 100 punten uitkomen. Zowel in 1977 als 1978 werden de Islanders uitgeschakeld door de Montreal Canadiens, die beide keren later de Stanley Cup zouden winnen.
Het seizoen 1978-79 verliep weer goed voor de Islanders, zij eindigden als 1e in de Eastern Conference, alleen zij verloren in de halve finale van de Rangers. Financieel ging het alleen minder met het team: de eigenaar Roy Boe, ook eigenaar van de New Jersey Nets moest zijn beide teams verkopen. New York werden gekocht door John O. Pickett jr., wat geen onverstandige keuze zou blijken te zijn.

### Gloriejaren
Coach Al Arbour zag in dat het team zich meer op de play-offs moest richten dan de competitie, omdat daar de prijzen te halen vielen. Zij bleven dit seizoen dan ook voor het eerst sinds 5 jaar onder de 100-punten grens. In de play-offs verliep het, zoals de bedoeling, beter. Trottier, Mike Bossy, Nystrom, Goring (geruild voor Harris en Lewis), Potvin en Gillies haalden in 1980 voor de eerste keer in de historie de Stanley Cup naar Long Island. Nystrom scoorde de winnende goal in de finale, in de verlenging, tegen de Philadelphia Flyers. Het seizoen daarna verliep het allemaal nog iets beter, en werd er nu ook aandacht besteed aan de competitie. Bossy scoorde bijvoorbeeld 50 goals in 50 wedstrijden, een prestatie die slechts weinigen kunnen evenaren. De Islanders haalden de finale simpel met een clean sweep (4-0) tegen de stadsgenoot Rangers. De Stanley Cup werd gewonnen door Minnesota North Stars met 4-1 te verslaan. In het seizoen 1981-82 liep het weer super, er werd een record neergezet van 15 overwinningen op rij en de Islanders scoorden 118 punten. In de play-offs ging het zelfs beter dan het jaar daarvoor: niet alleen de halve finale, maar ook de finale werd met 4-0 gewonnen, dit keer van de Vancouver Canucks. De Stanley Cup ging voor het derde achtereenvolgende jaar naar Long Island.
De drie Stanley Cupoverwinningen waren groots, maar men vroeg zich af hoelang de hegemonie van de Islanders zou voortduren, de Edmonton Oilers onder leiding van Wayne Gretzky waren in opkomst. Naast Gretzky speelde daar ook andere sterren in spe als Mark Messier, Jarri Kurri, Paul Coffey en Grant Fuhr. Het seizoen 1982-83 stond in het teken van deze twee grootmachten, wie zou de sterkste zijn? De Stanley Cupfinale stond al vast. De Oilers eindigden de competitie als eerste, maar toen het erop aankwam, in de finale, trok de ervaring van de Islanders aan het langste eind en wonnen voor de 4e keer de Stanley Cup.
In het seizoen daarna was het van hetzelfde laken een pak, de Islanders wonnen opnieuw de Eastern Conference en de Oilers waren het beste in het westen. Zoals te verwachten kwamen beide teams elkaar tegen in de Stanley Cup finale. De NHL had de regels veranderd, zodat de Islanders eerst twee keer thuis speelden, dan drie keer uit om de laatste twee wedstrijden thuis te spelen (2-3-2, in plaats van de gebruikelijke 2-2-1-1-1). De eerste thuiswedstrijd ging met 1-0 verloren, maar dat verlies werd rechtgezet met een 6-1-overwinning. Er volgden nu dus drie uitwedstrijden, de Islanders hoefden er maar één te winnen om thuis het karwei af te maken. Het liep echter uit op een deceptie, de Oilers wonnen alle drie de duels met 7-2, 7-2 en 5-2. Mike Bossy bleef droog staan in de finale en Edmonton won voor de eerste keer de Stanley Cup. In de zes daaropvolgende jaren zouden ze nog vier keer dezelfde beker winnen.
Daarna was het over met het sprookje en verloren de Islanders steeds meer van hun belangrijke spelers, zo stopte Nystrom in 1986, en Bossy, Sutter en Potvin waren geblesseerd. Ook succescoach Arbour stopte ermee en werd vervangen door Terry Simpson. In de jaren 1985-86 en 1986-87 kwamen de Islanders niet ver, de rivaliteit in de Eastern Conference was groter geworden, nu waren ook de Washington Capitals en Philadelphia Flyers geduchte tegenstanders. Drie jaar lang werd tegen beide ploegen geloot en de Islanders kwamen nooit verder dan de tweede ronde. In het seizoen 1987-88 ging het iets beter, de Islanders werden kampioen van de Eastern Conference, maar werden in de 1e ronde uitgeschakeld door de New Jersey Devils. Toen werd besloten om Albour terug te halen, in de hoop de oude tijden te laten herleven, ze werden echter laatste met slechts 61 punten.

### Jaren negentig
Het begin van de jaren negentig stond in het teken van een totale metamorfose, zo had inmiddels superster LaCouture contractbreuk gepleegd en was weggebleven op een trainingskamp. Hij werd verkocht, net als captain Brent Sutter en anderen. Daar kwamen veel jonge jongens voor terug, zoals Pierre Turgeon, Steve Thomas en Uwe Krupp, verder waren er nog jongens als Derek King, Ray Feraro en Patrick Flatley en de eerste spelers uit de Oostbloklanden Vladimir Malakhov en Darius Kasparaitis, wat weer een beetje hoop bracht op Long Island. Eigenaar Torrey stopte er echter mee, kocht het nieuwe team in het warme zuiden (Florida Panthers), waarna Dan Maloney, Torreys oude rechterhand, zijn kans zag en eigenaar werd.
De nieuwe ster was Turgeon, hij won de Lady Byng Trophy in 1993 en zijn team haalde de finale van het oosten, maar werd uitgeschakeld door de Montreal Canadiens. Het begon echter mooi door een overwinning op de Capitals in de eerste ronde, maar Turgeon raakte geblesseerd na een harde check. Daarna volgde de confrontatie met de favoriete Pittsburgh Penguins van Mario Lemieux, Jaromir Jagr en Ron Francis, de toenmalige Stanley Cupwinnaar. De Islanders gingen echter door na een sudden deathgoal tijdens de beslissende zevende wedstrijd. Turgeon kwam weer terug tegen de Montréal, maar het was niet genoeg: New York verloor in zeven wedstrijden, waarna de Canadiens de Stanley Cup wonnen.
In het seizoen 1993-94 ging het een stuk minder, de ploeg haalde net de play-offs en stuitte dus op de als eerste geplaatste aartsrivaal New York Rangers. De Islanders waren kansloos en de Rangers gingen door om daarna ook als eindwinnaar uit de bus te komen. Het daaropvolgende jaar eindigde de Islanders als een na laatste in de conference. Rond 1995 werden Turgeon en Malakhov naar de Canadiens, voor Kirk Muller en Mathieu Schneider. Hogue vertrok naar de Toronto Maple Leafs in ruil voor jonge goalie Eric Fichaud en topscorer Ferraro vertrok naar de Rangers. Dit was slechts het begin van een reeks van bestuurlijke blunders. Zo werden jonge talenten als Todd Bertuzzi en Bryan McCabe weggedaan, evenals sterspelers Zigmund Palffy en aanvoerder Trevor Linden. De franchise wisselt ook een paar keer van eigenaar.

### Terug op niveau
In 2000 kochten de Computer Associatesoprichters Charles Wang en Sanjay Kumar de club. De financiën waren weer op orde, maar bestuurlijk ging het nog weleens mis. De twee grote talenten Roberto Luongo en Olli Jokinen werden geruild voor Oleg Kvasha en Mark Parrish van Florida. Na het vertrek van Luongo, hadden de Isles een nieuwe goalie nodig, die ze vonden in eersta draftpick Rick DiPietro. Veel fans waren verward door dit beleid: waarom zou je Luongo laten vertrekken en DiPietro gebruiken als eerste draft, terwijl je voor die draftkeuze ook Dany Heatley of Marian Gaborik had kunnen kiezen, waarbij je Luongo had gehouden. Om het extra pijnlijk te maken, won Heatley dat seizoen de Calder Memorial Trophy. Een jaar later werd deze blunder goedgemaakt door Alexei Yashin en Michael Peca te halen, terwijl goalie Chris Osgood de jonge DiPietro kon ondersteunen.
Het team haalde de play-offs, waar het in de eerste ronde met 4-3 verloor van de Toronto Maple Leafs. Het seizoen daarna verliep hetzelfde, opnieuw werden de play-offs gehaald, maar in de eerste ronde verloren, van de Ottawa Senators, evenals het seizoen daarna. Nu waren de Tampa Bay Lightning de tegenstanders in de eerste ronde, zij zouden dat jaar ook de Stanley Cup winnen.
Na de verlaging van het salarisplafond, in 2005, veranderde de Islanders hun team drastisch. Aanvoerder Michael Peca vertrok naar de Oilers in ruil voor Mike York (Peca zou dat jaar met Edmonton de Stanley Cupfinale verliezen), en Miroslav Satan ging samen met Yashin en Jason Blake de eerste lijn vormen. Achterin kwamen Alexei Zhitnik en Brent Sopel de Isles versterken. Een jaar later kwamen daar Mike Sillinger, Chris Simon, Viktor Kozlov en Richard Park bij. Bovendien, opvallend, tekende Rick DiPietro bij met 15 jaar, waarin hij 67,5 miljoen US$ zal verdienen, het langstlopende sportcontract ter wereld. Het hele seizoen lang speelde het team rond de achtste plek, goed voor de play-offs, maar het team was nog niet klaar met spelers halen. Drie talenten, die nog hun waarde moeten bewijzen (Grebeshkov, Nilsson en O'Mara), werden geruild voor twee topspelers uit Edmonton, Marc-André Bergeron en Ryan Smyth. Smyth weigerde bij te tekenen bij de Oilers, terwijl hij ondertussen het clubicoon was geworden. In plaats van Smyth zijn contract te laten uitdienen, werd hij op de dag van de transferdeadline verkocht aan New York. In het seizoen 2006-07 zitten de Isles nog steeds rond de achtste plaats, maar moesten het de rest van het seizoen doen zonder de geschorste Chris Simon. Op de laatste speeldag moesten de Islanders winnen om de laatste plek van de play-offs te bemachtigen, en het stond een minuut voor tijd met 2-1 voor, dankzij twee goals van Park, tegen de New Jersey Devils. De Devils haalden hun goalie van het ijs in een uiterste poging te scoren, wat ze lukten in de laatste seconde. Met nog 0,4 seconden te gaan, stond het 2-2, wat niet genoeg was voor de Islanders. Het seizoen leek precies één seconde te lang te duren, maar na penaltyshoot-outs wonnen de Islanders alsnog de wedstrijd en plaatsten zich voor de play-offs.

## Spelers

### Huidige selectie
Bijgewerkt tot 9 juni 2023 
| #  | Naam                | Nationaliteit    | Pos. |
| -- | ------------------- | ---------------- | ---- |
| 12 | Josh Bailey         | Canada           | RW   |
| 13 | Mathew Barzal       | Canada           | C    |
| 53 | Casey Cizikas       | Canada           | C    |
| 15 | Cal Clutterbuck     | Canada           | RW   |
| 18 | Pierre Engvall      | Zweden           | LW   |
| 20 | Hudson Fasching     | Verenigde Staten | RW   |
| 10 | Simon Holmstrom     | Zweden           | RW   |
| 14 | Bo Horvat           | Canada           | C    |
| 32 | Ross Johnston       | Canada           | LW   |
| 27 | Anders Lee (C)      | Verenigde Staten | LW   |
| 17 | Matt Martin         | Canada           | LW   |
| 29 | Brock Nelson        | Verenigde Staten | C    |
| 44 | Jean-Gabriel Pageau | Canada           | C    |
| 21 | Kyle Palmieri       | Verenigde Staten | RW   |
| 11 | Zach Parise         | Verenigde Staten | LW   |
| 26 | Oliver Wahlstrom    | Verenigde Staten | RW   |
| 25 | Sebastian Aho       | Zweden           | D    |
| 4  | Samuel Bolduc       | Canada           | D    |
| 8  | Noah Dobson         | Canada           | D    |
| 24 | Scott Mayfield      | Verenigde Staten | D    |
| 3  | Adam Pelech         | Canada           | D    |
| 6  | Ryan Pulock         | Canada           | D    |
| 28 | Alexander Romanov   | Rusland          | D    |
| 38 | Parker Wotherspoon  | Canada           | D    |
| 1  | Jakub Skarek        | Tsjechië         | GK   |
| 30 | Ilya Sorokin        | Rusland          | GK   |
| 40 | Semyon Varlamov     | Rusland          | GK   |

Eastern Conference
Western Conference